# 強制的異性愛
強制的異性愛（きょうせいてき いせいあい、英: Compulsory heterosexuality）、または強制異性愛・異性愛（中心）主義・ヘテロセクシズム（英: heterosexism）とは、異性間のセクシュアリティや性的関係を支持する、振る舞いや偏見、差別の体系である。アメリカの心理学者、グレゴリー・ヘレックはヘテロセクシズムを「異性愛ではない行動・アイデンティティ・関係性・コミュニティを否定・中傷・非難する捉え方や意識体系」であると定義している。
強制的異性愛は、教育機関や職場、家庭、地域社会、マスメディアを通じて人々に浸透し、異性愛規範を強化しうる。

## 概説
異性愛以外の性的指向（同性愛、両性愛、無性愛など）を有している場合には、異性愛者のふりをしないと、社会生活上、さまざまな不利益を被ることがあるが、これは強制異性愛社会が持つ弊害の一つである。

## 強制的異性愛の事例

### 教育
義務教育を例にとる。経験的に、数十人の学級の中には、数人が異性愛以外の性的指向を有していると考えられている。異性愛のみが教育において扱われ、同性愛をはじめとした性的指向が不可視化される教育環境下において、これら性的少数者である子どもたちは周縁化されるのみならず、自己のアイデンティを受容する機会を奪われ、また、教員・同級生からのホモフォビアやトランスフォビアに晒されうる。
さらに、その数人が誰であるかが学級内で特定されてしまえば、異性愛である多数の子どもは、少数の子どもを忌避するであろう。このような状況にある非異性愛者のこどもは、学級での立場を維持するために、自身の意に反した行動を強いられる可能性がある。たとえば、たとえ自分は異性に興味がなくとも、異性の同級生から告白された場合にはこれを受け入れざるを得なくなる。また、同性愛を蔑む友人に同調して同性愛を否定することで、自己否定を行わざるをえない状況に追い込まれうる。

### 職場
職場での不利益もある。同世代が次々に結婚し、結婚していないのが1人だけになった場合、多くは好奇の目に晒される。家族を得て一人前、との価値観から、信用できない人間と見られる場合もある。これを回避するために、好きでもない異性と結婚し、配偶者を世界で最も大事にしているふりをせざるを得なくなる。
モントリオール宣言は特にこうした異性との強制的結婚を基本的人権の蹂躙として問題視している。
1．基本的権利
以下の事実を挙げ、これらの禁止を求めている。
……世界の多くの地域でLGBTが意に反して異性との結婚を強制されていること。—LGBT人権国際会議

## 生命や健康への影響
強制的異性愛によってセクシュアル・マイノリティの当事者は精神的苦痛を受け、それが精神面に悪影響を与え、薬物およびアルコール依存の増加の原因となっていることがわかっている。にもかかわらず治療などのケアを受ける機会は平等に与えられていない。